# خرکاک
خرکاک، روستایی است از توابع بخش شیرگاه شهرستان سوادکوه شمالی در استان مازندران ایران.
معنی نام
خرکاک به معنی این است که جایی که آفتاب دیرمیتابدو تابش آفتاب کم است وبیشتر ابری بارانی است

## جمعیت
این روستا در دهستان لفور قرار دارد و براساس سرشماری مرکز آمار ایران در سال ۱۳۸۵، جمعیت آن ۱۰۲ نفر (۲۲خانوار) بوده‌است.